# Price Tower
La Price Tower es un edificio de diecinueve plantas y 67 metros de altura situado en el 510 de la South Dewey Avenue en Bartlesville, Oklahoma, Estados Unidos. Fue construido entre 1952 y 1956 según el diseño de Frank Lloyd Wright, y es el único rascacielos construido diseñado por Wright, además de uno de los solo dos edificios verticales construidos de Wright (el otro es la torre de investigación de la Sede de la Johnson Wax en Racine, Wisconsin). La Price Tower fue encargada por Harold C. Price de la H. C. Price Company, una empresa local de oleoductos y productos químicos, y fue inaugurada en febrero de 1956.

## Historia
La Price Tower fue encargada por Harold Price para usarla como sede corporativa de su empresa de Bartlesville. Su esposa, Mary Lou Patteson Price, y sus dos hijos, Harold Jr. y Joe, completaron el comité del edificio. Los Price fueron dirigidos a Frank Lloyd Wright por el arquitecto Bruce Goff, que era entonces el decano de arquitectura de la Universidad de Oklahoma, donde habían estudiado los hijos de Price. Esa relación se transformaría en un duradero mecenazgo de ambos arquitectos por parte de la familia Price. Wright diseñó una casa en Arizona para los Price padres y una casa en Bartlesville conocida como Hillside para Harold Jr., su esposa Carolyn Propps Price y sus seis hijos. Goff, que también fue un inquilino de la Price Tower, se convirtió en el arquitecto favorito de Joe Price, y diseñó un estudio de soltero para él en la propiedad de su familia en Bartlesville y sus dos ampliaciones posteriores tras su matrimonio con Etsuko Yoshimochi.
Wright apodó la Price Tower, construida en la pradera de Oklahoma, como «el árbol que se escapó del bosque abarrotado», refiriéndose no solo a la configuración del edificio, sino también a los orígenes de su diseño. La Price Tower está soportada por un «tronco» central que contiene cuatro huecos de ascensor y está anclado al terreno por unos profundos cimientos centrales, al igual que un árbol por su raíz. Las diecinueve plantas del edificio sobresalen en voladizo de este núcleo central, al igual que las ramas de un árbol. Los cerramientos cuelgan de los forjados y están revestidos con «hojas» de cobre con pátina. El edificio es asimétrico y, como un árbol, «parece diferente desde cada ángulo».
Wright había utilizado este concepto de diseño, que otros arquitectos habían puesto en uso antes, en la década de 1920 en su diseño de un complejo de cuatro torres de apartamentos para la zona de la iglesia de San Marcos en Downtown Manhattan, Nueva York. Como consecuencia de la Gran Depresión, este proyecto fue cancelado y posteriormente fue adaptado por Wright para la Price Company en 1952. Wright, por lo tanto, arrancó su «árbol» del «bosque abarrotado» de los rascacielos de Manhattan y lo colocó en la pradera de Oklahoma, donde sigue sin ser superado por los edificios cercanos.
La planta de la torre gira en torno a una placa de bronce fundido con incrustaciones, que muestra el logo de la Price Company y constituye el origen de una cuadrícula de paralelogramos sobre la que están colocados todos los cerramientos, tabiques, puertas y muebles empotrados. El diseño resultante es un plano con cuatro cuadrantes, uno de ellos dedicado a apartamentos de doble altura y los tres restantes a oficinas. Los materiales de la Price Tower también son innovadores para un rascacielos de mediados del siglo xx: muros de hormigón prefabricado, suelos de hormigón pigmentado, ventanas y puertas con carpintería de aluminio y paneles con relieve de cobre con pátina. El elemento geométrico omnipresente es el triángulo equilátero, y todos los apliques de iluminación y las rejillas de ventilación tienen esta forma, mientras que los muros y los muebles empotrados se basan en fracciones o múltiplos de este módulo. El vestíbulo contiene dos inscripciones de Walt Whitman. Una de ellas es de la última estrofa del Salut au Monde, y la otra es del Song of the Broad-Axe.
Wright diseñó el proyecto original de Manhattan para apartamentos, pero la Price Tower iba a ser un edificio multiusos con oficinas, tiendas y apartamentos. La H. C. Price Company sería su principal ocupante, y las restantes plantas de oficinas y apartamentos pretendían generar ingresos adicionales. Entre sus inquilinos se encontraban abogados, contables, médicos, dentistas, agentes de seguros y el arquitecto Bruce Goff, que tenía un despacho en la torre y alquiló uno de los apartamentos. Una exclusiva tienda de ropa de mujeres, un salón de belleza y las oficinas regionales de la Public Service Company of Oklahoma ocupaban un ala de dos plantas de la torre, que estaba separada de ella por un pasaje de acceso. Las oficinas de la Price Company ocupaban las plantas superiores de la torre, e incluían un comisario en la planta dieciséis y un despacho en el ático de Harold Price y posteriormente de su hijo, Harold Jr.
La H. C. Price Company vendió la Price Tower a Phillips Petroleum en 1981 tras su traslado a Dallas, donde se encuentra su sede en la actualidad. Sin embargo, los abogados de Phillips Petroleum consideraron que la escalera exterior suponía un riesgo para la seguridad, y usaron el edificio solo para almacenamiento. Mantuvieron su propiedad hasta el 2000, cuando donaron el edificio al Price Tower Arts Center, y este volvió a sus orígenes multiusos. En la actualidad sus principales ocupantes son el Price Tower Arts Center, un museo de arte, arquitectura y diseño; el hotel Inn at Price Tower, miembro del programa Historic Hotels of America; el Copper Restaurant + Bar; y Wright Place, la tienda del museo, aunque otras empresas más pequeñas también alquilan espacio.

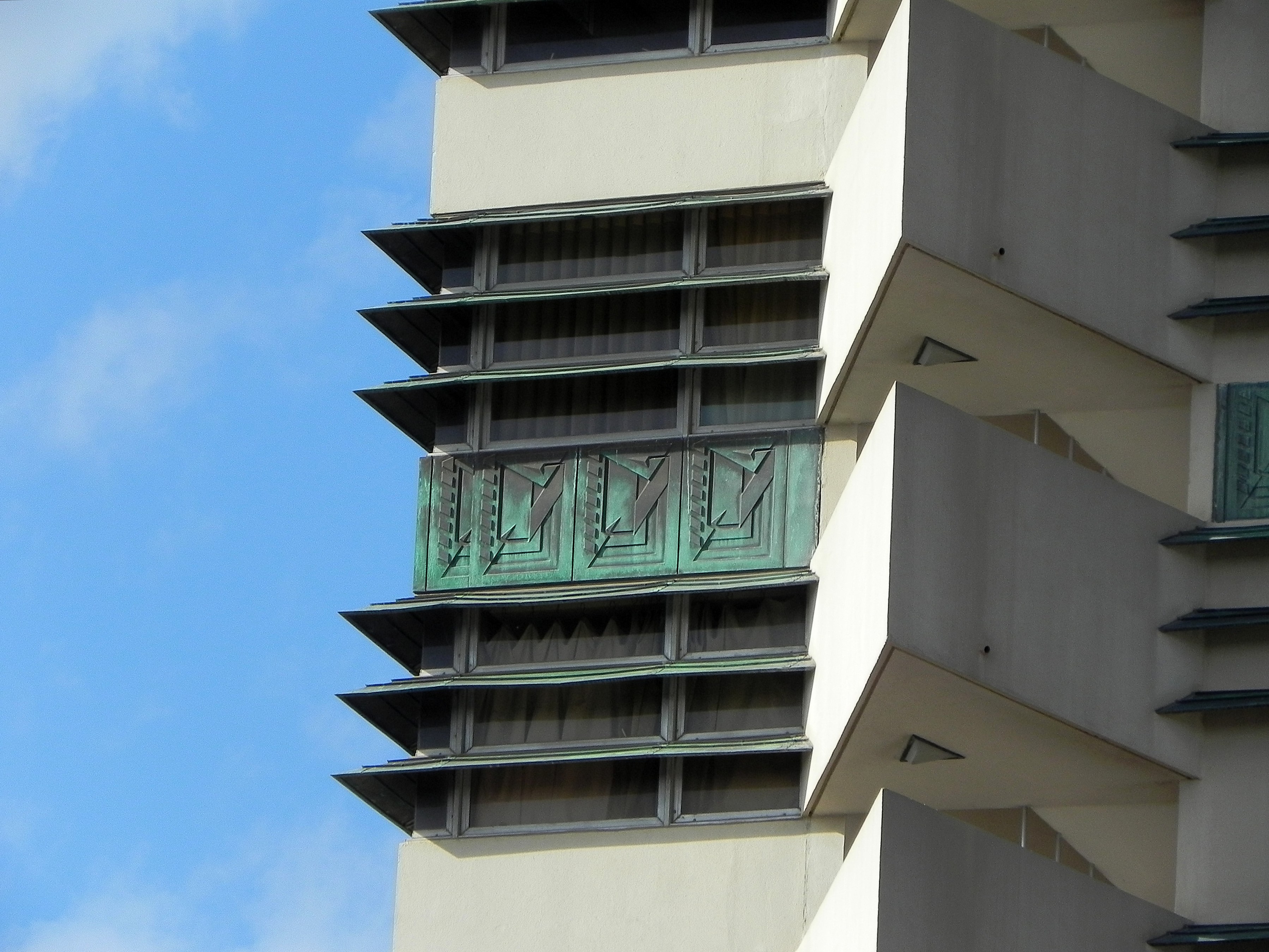
Detalle de la fachada.

En 2002 la arquitecta Zaha Hadid, ganadora del Premio Pritzker, recibió el encargo de diseñar una ampliación del Price Tower Arts Center que albergara un museo, un proyecto que fue incluido en la exposición retrospectiva de 2006 de la obra de Hadid en el Museo Guggenheim de Nueva York.
El 29 de marzo de 2007, la Price Tower fue designada Hito Histórico Nacional por el Departamento del Interior de los Estados Unidos, convirtiéndose en una de las veintidós propiedades con esta catalogación del estado de Oklahoma. En 2008, el Servicio de Parques Nacionales presentó la Price Tower, junto con otros nueve edificios diseñados por Frank Lloyd Wright, a una lista indicativa para la declaración de Patrimonio de la Humanidad. Los diez edificios fueron presentados como un único sitio. El comunicado de prensa del 22 de enero de 2008 del Servicio de Parques Nacionales, que anunció las nominaciones, afirma que «la preparación de una lista indicativa es el primer paso necesario en el proceso de nominar un sitio a la lista del Patrimonio de la Humanidad». Sin embargo, después de que en 2016 el Comité del Patrimonio de la Humanidad de la Unesco rechazara la nominación, en 2018 una nueva propuesta eliminó a la Price Tower. La nominación revisada de ocho edificios de Frank Lloyd Wright fue aceptada en julio de 2019 con el nombre de «obras arquitectónicas del siglo xx de Frank Lloyd Wright».

## Price Tower Arts Center
El Price Tower Arts Center es el complejo de arte situado en la Price Tower. El centro fue fundado en 1985 como un museo de arte cívico, y reorganizado en 1998 para centrarse en el arte, la arquitectura y el diseño. Comprende un museo, visitas guiadas de la torre, un hotel y un restaurante. Las galerías del museo contienen exposiciones cambiantes. Entre las colecciones se encuentran arte moderno, obras en papel, muebles, textiles y diseño. El centro posee algunas piezas significativas de Frank Lloyd Wright y del renombrado arquitecto de Oklahoma Bruce Goff. Los visitantes pueden recorrer exposiciones temporales dentro de la Price Tower, así como la oficina ejecutiva y el apartamento corporativo de la Price Company de 1956, completamente restaurados.

## Copias
En el distrito asiático de Oklahoma City, a lo largo del Classen Boulevard, se encuentra un edificio construido como homenaje a la Price Tower y llamado The Classen, diseñado por el estudio de arquitectura Bozalis & Roloff y construido en 1967. A su lado se encuentra la Gold Dome, una cúpula geodésica inspirada en la obra de Buckminster Fuller, también diseñada por Bozalis & Roloff.